# Uran Islampur
Uran Islampur is een nagar panchayat (plaats) in het district Sangli van de Indiase staat Maharashtra. 

## Demografie
Volgens de Indiase volkstelling van 2001 wonen er 58.330 mensen in Uran Islampur, waarvan 52% mannelijk en 48% vrouwelijk is. De plaats heeft een alfabetiseringsgraad van 75%. 